# Pseudocallulops
Genre
Pseudocallulops est un genre  d'amphibiens de la famille des Microhylidae.

## Répartition
Ce genre regroupe deux espèces endémiques de Nouvelle-Guinée.

## Liste des espèces
Selon Amphibian Species of the World (24 octobre 2013) :
- Pseudocallulops eurydactylus (Zweifel, 1972)
- Pseudocallulops pullifer (Günther, 2006)

## Publication originale
- Günther, 2009 : Metamagnusia and Pseudocallulops, two new genera of microhylid frogs from New Guinea (Amphibia, Anura, Microhylidae). Zoosystematics and Evolution - Mitteilungen aus dem Museum für Naturkunde in Berlin, vol. 85, p. 171-187 (introduction).